# 李·卡特摩尔
李·巴里·卡特摩尔（英語：Lee Barry Cattermole，1988年3月21日—）出生於英格蘭蒂斯塞德（Teesside）的蒂斯河畔斯托克（Stockton-on-Tees），是一名足球運動員，司職中場，現時已退役。

## 生平

### 米杜士堡
卡特摩尔出身於於米杜士堡青訓系統，於2006年1月2日在東北部泰恩-蒂斯打吡（Tyne-Tees derby）對紐卡素在英超處子上陣，踢足全場而雙方2-2平手終場。4月2日作客對曼城一箭定江山兼取得個人首個英超入球。5月7日年僅18歲的卡特摩尔成為米杜士堡歷來最年輕的隊長，帶領球隊在煞科戰作客對富咸，比賽餘下5分鐘，年達39歲的哥連·谷巴（Colin Cooper）後補上陣，進行退役前最後一次露面，卡特摩尔自動將隊長臂章交給哥連·谷巴作為對老隊員的尊敬，而這場亦是領隊麥卡倫轉教英格蘭前最後一場在英超領導米杜士堡，雖然以0-1落敗，但這場比賽米杜士堡的正副選合共16名隊員中有15名在河畔球場（Riverside Stadium）約30英里內出生，卡特摩尔是其中之一。5月10日歐洲足協盃決賽對西維爾，卡特摩尔於比賽末段入替維杜卡，米杜士堡以0-4落敗屈居亞軍。
2006年8月23日米杜士堡主2-1擊敗英超衛冕冠軍車路士，卡特摩尔於下半場後補入替，雖然足踝剛傷癒，隨即與對方中場鐵漢馬基利尼硬碰，其勇猛踢法使他在上季僅24場比賽已累計接到7面黃牌。10月20日卡特摩尔續約四年直到2010年。2007年1月13日作客對查爾頓，卡特摩尔完半場前扳平1-1，最終米杜士堡反勝3-1。3月10日在足總盃半準決賽主場對曼聯，卡特摩尔再於完半場前扳平1-1，曼聯僅憑基斯坦奴·朗拿度的十二碼追平2-2，重賽作客再失十二碼而負0-1被淘汰。在他的首個完整球季中，於39場比賽中累積多達12面黃牌。
2007年8月18日作客對富咸，卡特摩尔完場前兩分鐘射入鎖定2-1勝局，為球隊帶來新球季的首場勝仗。但在新任領隊修夫基（Gareth Southgate）麾下卻不獲重用，整季只有28場上陣機會，大部分更是於比賽末段才獲派後補上場，沒有取得入球卻仍有7面黃牌。

### 韋根
2008年7月29日卡特摩尔轉投韋根，身價據稱達到350萬英鎊，簽約三年。他於8月16日首次披甲作客出戰韋斯咸，以1-2敗陣而回。踢法勇悍的卡特摩尔在第四場為韋根上陣主場對新特蘭時領取個人在英超首面紅牌，於完場前5分鐘侵犯泰尼奥接獲第二面黃牌被驅逐離場。停賽後復出首場比賽，於9月24日在聯賽盃第三圈作客對葉士域治，卡特摩尔先拔頭籌兼射入加盟以來首個入球，協助球隊輕勝4-1過關。
2008年11月15日深夜卡特摩尔與兩名友人在米德爾斯伯勒（Middlesbrough）一家夜總會外因妨害公共秩序（public order offence）被捕，其後被罰定額罰款了事。12月13日主場3-0擊敗布力般流浪，卡特摩尔射入「埋齋」的一球而在英超「開齋」，這場敗仗直接導致對方領隊保罗·因斯被炒。
卡特摩尔在新年前已累計6黃1紅，其紀律比另一員中場悍將柏拉西奧斯的7面黃牌還要差，他過勇的攔截令人聞風喪膽；先在2008年11月15日於開賽後僅15分鐘即因一次50-50的硬朗攔截將紐卡素中場硬漢祖爾·巴頓踢傷離場，祖爾·巴頓因而缺陣長達兩個月；在拆禮物日再戰紐卡素，卡特摩尔上半場38分鐘的一記攔截又踢斷比耶（Habib Beye）的足踝韌帶，令後者養傷長達三個月；2009年2月21日重返河畔球場對母會米杜士堡，卡特摩尔全場被主場球迷喝倒彩，於上半場23分鐘與對方防守中場迪加特（Didier Digard）碰撞後，迪加特需用擔架抬離場，迪加特雙腳均受傷，需缺席三個月而提早「收咧」；2009年3月4日主場對爭逐英超第七位的韋斯咸，球證出示兩紅八黃以控制雙方過激的球員，下半場尼爾向卡特摩尔作出一記恐怖的攔截而僅被罰黃牌，數分鐘後卡特摩尔向柏加（Scott Parker）作出一次魯莽攔截而被直接罰紅牌驅逐離場，是本季領取的第二面紅牌而需停賽4場，加上累積9面黃牌再加停兩場。
2009年7月10日已轉投新特蘭的布魯士出價要求收購卡特摩尔增強中場截擊力，但韋根以他為「非賣品」而予回絕。

### 新特蘭
2009年8月12日卡特摩尔以600萬英鎊成功轉投新特蘭，簽約四年，與布魯士重聚。
2010/11年度英超球季開始前，領隊布魯士任命卡特摩尔為新隊長。但卡特摩尔於其頭三場比賽有兩場於上半場已領兩黃一紅被遂出場，而領隊向傳媒透露並沒有打算更換隊長。
2012年10月29日，新特蘭隊長卡特摩尔與球會簽四年新約留隊至2016年夏季。

### 國家隊
卡特摩尔曾分別代表英格蘭U16、U17、U18及U19，於2003年首次代表U16在勝利盾（Victory Shield）對威爾斯U16，更獲派擔任U19隊長之職。2006年9月29日卡特摩尔獲時任英格蘭U21主教練的彼得·泰萊首次徵召入伍，備戰下月在2007年歐洲U-21足球錦標賽對德國U21的兩回合外圍賽附加賽，而艾邦拉荷亦同時首度入選。小國腳順利晉級，卡特摩尔入選在荷蘭舉行決賽週的30人初選名單，但因傷落選最終23人大軍。
2009年6月1日卡達莫獲選進入英格蘭U21參加在瑞典舉行2009年歐洲U-21足球錦標賽決賽週最後23人大軍名單，終於可以一嘗大賽滋味。6月15日首戰芬蘭U21，卡達莫接應艾邦拉荷傳中射入先拔頭籌，協助大部分時間10人應戰的球隊險勝2-1完場。
2009年9月4日2011年歐洲U-21足球錦標賽外圍賽作客首戰馬其頓U21，在上屆比賽完結後，大部分主力成員超齡離隊，卡特摩尔成為隊中老大哥，獲委為隊長，不負所托，在完賽前射入十二碼反超前2-1，協助球隊旗開得勝。

## 外部連結
- （英文）足球数据库：李·卡特摩尔的球员统计数据
- （英文）韋根官網：卡特摩尔統計 （页面存档备份，存于）
- （英文）skysports.com：卡特摩尔統計 （页面存档备份，存于）